# Kuivajärvi (sjö i Tammela, Egentliga Tavastland)
Kuivajärvi är en sjö i kommunen Tammela i landskapet Egentliga Tavastland i Finland. Arean är 37 hektar och strandlinjen är 6,26 kilometer lång. Sjön  ingår i Kumo älvs huvudavrinningsområde.   Den ligger omkring 40 km väster om Tavastehus och omkring 100 km nordväst om Helsingfors. 
Kuivajärvi ligger väster om Saloistenjärvi. 